# Розариу, Антониу Гуалберту ду
Антониу Гуалберту ду Розариу Алмада (порт. António Gualberto do Rosário Almada; род. 12 октября 1950) — кабо-вердианский государственный деятель, премьер-министр страны с 29 июля 2000 по 1 февраля 2001 года и лидер Движения за демократию. Он также исполнял обязанности премьер-министра Кабо-Верде с июля по октябрь 2000 года.

## Политическая карьера
С 1991 по 1993 год Гуалберту ду Розариу занимал пост министра рыболовства, сельского хозяйства и сельского развития Кабо-Верде.

### Премьер-министр
11 мая 1998 года Розариу был избран первым заместителем премьер-министра Кабо-Верде, занимая на момент своего назначения пост министра экономической координации. С 1997 по 1999 год он работал в должности министра финансов. В июле 2000 года Розариу был избран председателем партии «Движение за демократию». После того, как 30 июля 2000 года Карлуш Вейга подал в отставку с поста премьер-министра Кабо-Верде, Розариу принял на себя его обязанности.
11 февраля 2001 года партия Африканская партия независимости Кабо-Верде одержала победу на парламентских выборах. По их итогам Розариу уступил должность главы правительства Жозе Марии Невешу, лидеру победившей партии. В августе того же года Розариу оставил и место руководителя «Движения за демократию», которое заняла Филомена Делгаду.

### Палата туризма
В 2007 году Розариу занимал должность президента Национального союза туристических операторов (UNOTUR). В 2016 году он был переизбран президентом Палаты туризма.

### Независимый кандидат
В феврале 2008 года Розариу баллотировался в качестве независимого кандидата в муниципальный совет Сент-Винсента.

## Писательская карьера
Розариу увлёкся сочинительством ещё в подростковом возрасте. Он публиковал свои стихи под различными псевдонимами в журнале Mar Alto или Figueira da Foz, кабо-вердианском Arte & Letra (или Artiletra) и во всех вышедших выпусках издания Folhas Verdes («Зеленые листья»), основателем которого являлся он сам. Свой первый рассказ Lume no Alto Selarino Розариу написал, учась в старшей школе. В 2002 году он закончил свой первый роман Hora Minguada, а в 2004 — второй под названием Ilha Imaculada («Непорочный остров»). Третий роман Розариу называется A Herança da Chaxiraxi.